# Єрошенко Никифор Михайлович
Никифор Михайлович Єроше́нко (нар. ? — пом. 6 лютого (19 лютого) 1917, Херсон) — український хоровий диригент, композитор і музичний педагог.

## Біографія
З 1892 року працював викладачем співу і очолював хор у Кишиневі; з 1897 року — хормейстером та викладачем в кількох гімназіях Одеси. Помер 19 лютого 1917 року в Херсоні.

## Творчість
Написав кантату «Бородіно». Автор праць:
- «Руководящие методические заметки к преподаванию классного пения». — Одеса, 1895.
- «Методические заметки о преподавании классного и хорового пения: Пособие». Издание 2. — Одеса, 1898.
- «Пушкин в музыке: Обзор произведений Пушкина, вдохновивших русских композиторов». — Одеса, 1899.
- «Новый учебник пения по американской методике для учебных заведений, где преподается классное пение». — Одеса, 1901.
- «Пение и музыка как орудие воспитания человека на всех ступенях его жизни» // Музыкальное самообразование. — 1906. — № 1; 1907. — № 3—4, № 5.